# Syria
Syria (Roma, 26 de febrer de 1977) es una cantant italiana.
Es va donar a conèixer a Itàlia al 1996, al guanyar la secció jove del Festival de San Remo, amb la canço "Non ci sto". A l'any següent va tornar al Teatre Ariston de Milán amb "Sei tu", que la va portar al tercer lloc de la secció oficial.
El 1998 va ser triada per cantar la versió italiana del tema central de la pel·lícula de Disney, Mulan, anomenada "Riflesso" ("Reflection" en anglès, interpretat per Christina Aguilera). Va ser en aquell any quan Syria va començar a deixar de banda la seva faceta de baladista, arran de San Remo, per iniciar al pop amb el seu álbum Station Wagon el 1998, que no li va reportar massa èxit i després en el pop rock el 2001, al publicar Come una goccia d'acqua, del qual els senzills com "Se t'amo o no" o "Fino al cielo" van aconseguir el disc de platí al país transalpí.
El 2001 torna a San Remo amb "Fantasticamente amore", sense gran èxit, encara que la cançó va resultar un èxit durant l'estiu d'aquell mateix any. Al 2002 va publicar Le mie favole, el seu senzill principal "Se tu non sei con me" va ser un èxit en les llistes d'exits italianes. El 2002, debuta com a cantautora amb la cançó Lettera ad Alice. El 2003 torna de nou a San Remo amb "L'amore è", amb el qual obté una cinquena posició.
Durant el 2009, va iniciar una experimentació amb l'electro-dance i per a això va adoptar el nom artístic d'Airys per a la seva EP Vivo, amo, esco.
Ha participat en diferents programes de televisió com a coach en Star Academy de Rai 2 al 2011 o com a jurat en TOP DJ de Italia 1 al 2016

## Discografia

### Àlbums
- 1996 - Non ci sto
- 1997 - L'angelo
- 1998 - Station Wagon
- 2000 - Come una goccia d'acqua
- 2002 - Le mie favole
- 2005 - Non è peccato
- 2008 - Un'altra me
- 2011 - Scrivere al futuro
- 2014 - Syria 10
- 2017 - 10 + 10

### EP
- 2009 - Vivo amo esco com Airys